# 宮崎市立本郷小学校
宮崎市立本郷小学校（みやざきしりつ ほんごうしょうがっこう）は、宮崎県宮崎市大字本郷北方にある公立小学校。

## 概要
- 児童数 - 659名（2024年度）
- 学校の木 - フェニックス

## 沿革
ホームページ内「沿革」は、年度表記のため、1月から3月は暦日表記に修正。
- 1979年（昭和54年）
  - 4月1日 - 開校。開校時点の児童数は975名、学級数は26学級[1]。2年生以上の児童は宮崎市立赤江小学校と宮崎市立国富小学校から編入した。[要出典]
  - 4月8日 - 校舎（普通教室24・特別教室6・管理諸室）未完成使用[1]。
  - 5月14日 - 給食開始[1]。
  - 7月10日 - プール完成[1]。
  - 8月31日 - 体育倉庫完成[1]。
- 1980年（昭和55年）
  - 3月24日 - 屋内運動場完成[1]。
  - 3月28日 - 中棟普通教室（6教室）完成[1]。
  - 9月1日 - 校門入口の築山およびフェニックスロータリー完成[1]。
- 1981年（昭和56年）1月14日 - 造形砂場完成[1]。
- 1982年（昭和57年）3月8日 - 遊具設置（ブリッジネット）[1]。
- 1983年（昭和58年）
  - 2月10日 - 運動場桜の木、体育館東側植樹[1]。
  - 3月3日 - 体育館暗幕設置[1]。
  - 3月15日 - 卒業記念小鳥小屋完成[1]。
  - 3月19日 - 遊具・給食花壇設置[1]。
  - 10月12日 - 玄関・中庭築山完成[1]。
  - 11月5日 - 焼形窯・倉庫完成[1]。
- 1984年（昭和59年）
  - 1月10日 - 卒業記念屋外放送塔完成[1]。
  - 2月16日 - 南校舎・築山完成[1]。
  - 2月29日 - 屋外用時計設置[1]。
  - 3月20日 - 遊具設置（クライムウォール）[1]。
- 1985年（昭和60年）
  - 3月15日 - 観察池設置[1]。
  - 3月20日 - 卒業記念温室完成[1]。
  - 8月19日 - 理科観察池設置[1]。
- 1986年（昭和61年）
  - 3月12日 - 理科観察飼育舎設置[1]。
  - 3月25日 - 屋外給食施設に希望の広場設置[1]。
  - 11月4日 - 校庭にイチョウ植樹[1]。
- 1987年（昭和62年）1月7日 - 学校西側に防風林植樹（カイヅカイブキ100本）[1]。
- 1988年（昭和63年）
  - 10月1日 - 創立10周年記念事業として、校章旗作成[1]。
  - 12月2日 - レンジャ－ロ－プの設置[1]。
- 1989年（平成元年）
  - 3月4日 - 創立10周年記念式典挙行[1]。
  - 3月18日 - 創立10周年記念タイムカプセルの埋納[1]。
  - 7月19日 - 小鳥小屋金網補修[1]。
  - 9月10日 - 遊具（レインジャ－ロ－プ・アスレチック）の補修・補強実施[1]。

## 通学区域
本郷小学校の通学区域には以下の区域が指定されている。
- 大字郡司分の一部
- 大字田吉の一部
- 大字本郷北方の一部
- 大字本郷南方の一部
- 希望ケ丘1丁目の一部、2丁目 - 4丁目
- 本郷
- まなび野

## 周辺
- 宮崎市立本郷中学校 - 宮崎市道をはさんで、敷地が隣接。かつ、主な進学先中学校。
- 医療法人社団敬寿会
  - 老人ホームことぶきの杜 - 宮崎市道をはさんで、敷地が隣接。
  - 老人ホームことぶき苑
- 宮崎市本郷児童館 - 宮崎市道をはさんで、敷地が隣接。
- 社会福祉法人美山会希望が丘こども園 - 進学前こども園のひとつ。

## アクセス
- 宮崎交通「まなび野1丁目」停留所下車後、小学校と中学校の間を通る最短ルート経由で学校正門まで、
  - 宮崎駅・宮交シティ・北高校方面行のりばから、徒歩約685m・約12分。
    - 宮崎駅方面行バス停から学校正門まで、直線距離は約300mほどだが、バス停付近の宮崎県道375号学園木花台本郷北方線には横断歩道が無く、屋や南側にある市道との交差点にある横断歩道に回る必要があるため、遠廻りとなる。

  - 東宮団地・宮崎大学方面行のりばから、徒歩約430m・約7分。